# Antidotarium magnum
Antidotarium magnum, Liber iste, Antidotarium Nicolai und Grabadin sind die Namen von Rezeptbüchern aus dem 11. bis 13. Jahrhundert. Sie beeinflussten die pharmazeutische Theorie und Praxis in Europa bis ins 19. Jahrhundert und können als die ersten „Positivlisten für Arzneimittel“ und Vorläufer späterer Arzneibücher und moderner Pharmakopöen bezeichnet werden.

## Antidotarium magnum (Antidotarius magnus)
Antidotarium magnum bzw. (Liber) Antidotarius magnus ist der Name einer Sammlung von medizinischen Rezepten. Diese Rezeptsammlung wurde um 1060 in Süditalien zusammengestellt und enthält bis zu 1300 medizinische Rezepte in alphabetischer Anordnung. Typisch für vorsalernitanische Antidotarien war (im Gegensatz zu den Kurzrezepten der sogenannten Rezeptarien) das Vollrezept. Die vom 16. Jahrhundert bis zu ihrer Wiederentdeckung durch Alfons Lutz „verschollene“ Vorschriftensammlung wurde von mehreren Autoren, unter anderem von Johannes Afflacius, verfasst und speist sich aus spätantiken, frühbyzantinischen und (z. B. über Constantinus Africanus vermittelten) arabischen sowie frühmittelalterlichen Quellen (darunter Antidotarien wie sie in der Klostermedizin verwendet wurden). Mögliche Quellen des Antidotarium magnum sind:
- Galenos, 2. Jahrhundert, De compositione medicamentorum secundum locos.[8] und De compositione medicamentorum per genera.[9]
- Medicina Plinii, 5. Jahrhundert[10]
- Marcellus Empiricus. 4.–5. Jahrhundert De medicamentis.[11]
- Theodorus Priscianus, 4.–5. Jahrhundert Euporiston.[12]
- Alexander von Tralleis, 6. Jahrhundert Therapeutik.[13] und die arabischen Quellen des 5. Buchs (Composita – Antidotarium) des Kanon der Medizin des Avicenna.10.–11. Jahrhundert[14][15][16][17]

## Liber iste (= Pseudo-Platearius-Glossen)
Zwischen 1100 und 1200 wurde in der Schule von Salerno ein pharmakologischer Kommentar zu den 70 gebräuchlichsten Rezepten des frühsalernitanischen Antidotarium magnum verfasst und ist handschriftlich spätestens seit 1170 belegt. Diese kommentierende Bearbeitung (mit dem Titel Glossulae, genannt auch „Glossae Platearii“) erhielt nach seinen ersten Worten die Bezeichnung Liber iste und wurde entgegen früheren Annahmen wohl nicht durch ein Mitglied der Ärztefamilie Platearius verfasst. Die älteste Übertragung des sowohl Merkmale eines Arzneibuchs wie eines Kräuterbuchs aufweisenden drogenkundlichen, im Gegensatz zu den zusammengesetzten Arzneimitteln (Composita) von Antidotarium magnum und Antidotarium Nicolai vor allem Einzelstoffarzneimittel (Simplicia) behandelnden, Textes in die deutsche Sprache entstand im 13. Jahrhundert.

## Antidotarium Nicolai
Spätestens im zweiten Viertel des 12. Jahrhunderts (um 1140) wählte ein Arzt aus Salerno (Nicolaus Salernitanus, genannt auch Nicolaus von Salerno, ein Lehrer an der Schule von Salerno) die 136 gebräuchlichsten Rezepte des seltener überlieferten und sich wegen seiner Übergröße und ungelöster Herstellungsprobleme sich in der Praxis nicht durchsetzenden Antidotarium magnum aus, ergänzte sie durch sechs weitere Rezepte von Ärzten der Schule von Salerno und fügte ein Vorwort und einen Teil des Kommentartextes des „Liber iste“ hinzu. Diese bezüglich der Haltbarkeit der ausgewählten Arzneimittel und deren Gewichtsangaben auch praxisbezogene, und die Standardisierung von Arzneizubereitung einführende Zusammenstellung wurde, auch wenn der Text den damaligen Apothekerstand kritisierte, in Europa als sogenanntes Antidotarium Nicolai zum insbesondere im mittelhochdeutschen und mittelniederländischen Raum ab etwa 1300 führenden pharmazeutischen Bezugstext, von dem Teile bis in die nationalen amtlichen Arzneibücher bzw. Pharmakopöen des 19. Jahrhunderts überlebten. Zur Rezeptsammlung des Antidotariums gehörte auch eine Anweisung zur Zubereitung eines zu Narkosezwecken verwendeten Schlafschwamms. Die im Antidotarium Nicolai genannte Salbe Unguentum apostolicum bzw. das Arzneipflaster Emplastrum apostolicum sollen laut Manlius de Bosco, dem Verfasser der im 16. Jahrhundert erschienenen Schrift Luminare maius, ihren Namen von appostolicus („darübergelegt“) haben (die auch unguentum (duodecim) apostolorum („Zwölfbotensalbe“ bzw. „Apostelsalbe“)) bezieht sich mit ihren 12 Zutaten jedoch auf de Zwölfzahl der biblischen Apostel). Nicolaus Salernitanus führte mit dem Antidotarium Nicolai die Einheit Gran in die Pharmazeutik ein. Zur Ergänzungsliteratur zum Antidotarium Nicolai zählt unter anderem der Breslauer Codex Salernitanus.
Weitere Werkausgaben und Übersetzungen
- Antidotarium Nicolai. Editio princeps. Nicolaus Jenson [Gallicus], Venedig 1471 (Explicit antitodarius scriptus anno domini .1351. in die beati ypoliti martiri)
- Dietlinde Goltz: Mittelalterliche Pharmazie und Medizin, dargestellt an Geschichte und Inhalt des „Antidotarium Nicolai“. Mit einem Nachdruck der ersten Druckfassung von 1471, Stuttgart 1976, erschienen 1977 (= Veröffentlichungen der Internationalen Gesellschaft für Geschichte der Pharmazie, Neue Folge, Band 44).
- Antidotarium. Junta, Venedig 1581
- Wouter S. van den Berg (Hrsg.): Eene Middelnederlandsche vertaling van het Antidotarium Nicolaï (Ms. 15624–15641, Kon. Bibl. te Brussel) met den latijnschen tekst der eerste gedrukte uitgave van het Antidotarium Nicolaï. Hrsg. von Sophie J. van den Berg, N. V. Boekhandel en Drukkerij E. J. Brill, Leiden 1917 (Digitalisat und OCR-Fassung). – lateinische bzw. mittelniederfränkische Ausgabe.
- Paul Dorveaux: L’Antidotaire Nicolas. Deux traductions françaises de l’Antidotarium Nicolai. L’une di XIVe siècle suivie de quelques Recettes de la même epoche et d’un Glossaire, l’autre du XVe siècle, incomplète publiées d’après les manuscrits français 25,327 et 14,827 de la Bibliothèque Nationale, Paris 1896.
- Francesco Roberg: Antidotarium Nicolai. Studien zu Textgestalt, Werkbildung und Überlieferung. Mit synoptischer Arbeitsedition. Sismel, 2025. ISBN 978-88-9290-393-7

## Grabadin des Pseudo-Mesue (= Pseudo-Mesue-Filius)
Im 13. Jahrhundert erschien in Norditalien, wahrscheinlich um 1250 in der Lombardei oder der deutschen Gulden-Zone verfasst, unter dem, an den damals berühmten Johannes Mesue senior angelehnten Autoren-Pseudonym „Mesue-Filius“, ein „Grabadin“ (arabisch qarābāḍīn, von griechisch graphídion, „kleine Abhandlung“, oder gráphiton) genanntes, zusammengesetzte Arzneimittel enthaltendes Rezeptbuch, welches sich bald neben dem „Antidotarium Nicolai“ behauptete. Der Autor erstellte dieses zu Beginn des 16. Jahrhunderts zu einem pharmazeutischen Standardwerk gewordene Arzneibuch aus Schriften von Avicenna, Rhazes und Albucasis. Zekert nennt als Weiterbearbeiter von „Mesue d. Jüngerem“ den norditalienischen Arzt Petrus de Abano († 1315).